# Wladimir Alexejewitsch Senilow
Wladimir Alexejewitsch Senilow (russisch Владимир Алексеевич Сенилов, wiss. Transliteration Vladimir Alekseevič Senilov; * 27. Julijul. / 8. August 1875greg. in Wjatka; † 18. September 1918 in Petrograd) war ein russischer Komponist.

## Leben und Werk
Senilow studierte am Sankt Petersburger Konservatorium bei Nikolai Rimski-Korsakow und Alexander Glasunow und wirkte als Musiklehrer und Jurist. Neben mehreren Bühnenwerken komponierte er eine Sinfonie, vier sinfonische Dichtungen, eine Orchesterouvertüre und Variationen für Orchester, kammermusikalische Werke und eine Kantate sowie Chor- und Klaviermusik.
Er vertonte drei Gedichte von Anna Achmatowa: Das Gebet (Молитва), Der grauäugige König (Сероглазый король) und Die Statue von Zarskoje Selo (Царскосельская статуя).